# زولتان تاكاس (موسيقي)
زولتان تاكاس (بالمجرية: Takács Zoltán)‏ هو موسيقي ومنتج أسطوانات مجري، ولد في 17 نوفمبر 1980 في هدمزوفازارهلي في المجر.